# La Criée
La Criée - Théâtre national de Marseille è un teatro che ha lo statuto di Centre dramatique national. Fondato nel 1981 da Marcel Maréchal al 30, quai de Rive-Neuve a Marsiglia (Francia), si trova sul Vieux-Port.

## Storia

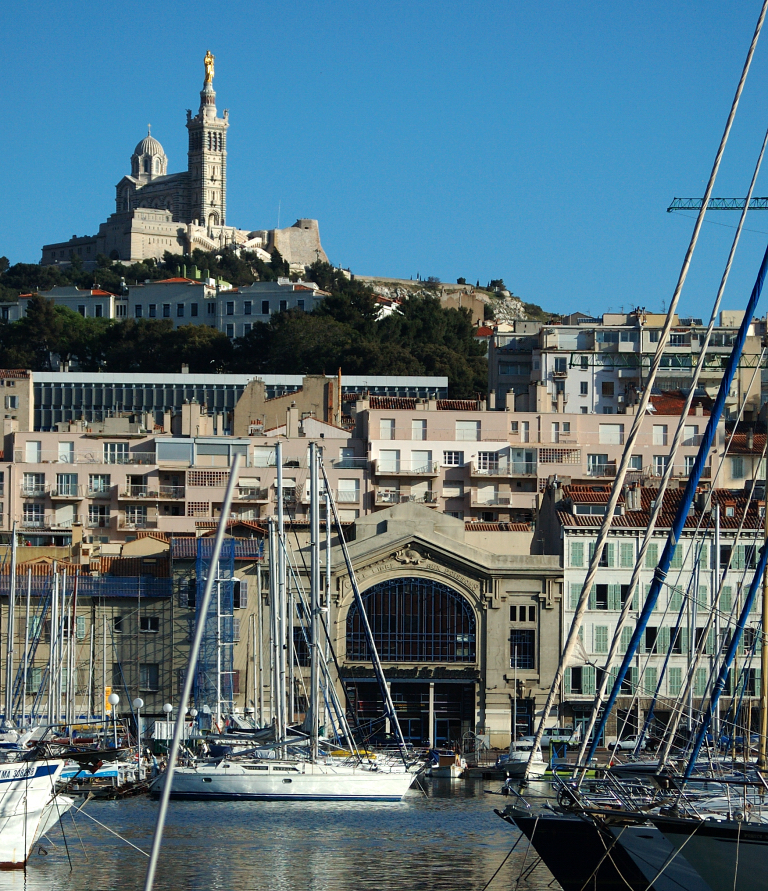
La Criée, visto dal porto vecchio di Marsiglia, ai piedi della basilica di Notre-Dame-de-la-Garde.

Dal 1909 al 1976, l'edificio era adibito a mercato del pesce poi trasferito al porto di Saumaty, nel quartiere di l'Estaque e il teatro ha ereditato il nome del mercato. Sulla sua facciata, risalente all'inizio del XX secolo e classificata  monumento storico, è possibile leggere la scritta "Criée libre aux fishes" (asta gratuita dei pesci).
Oggi, l'edificio è costituito da una grande sala, capace di ospitare 800 spettatori, oltre ad una sala modulabile, con 280 posti, organizzata secondo una ricerca scenografica privilegiando il rapporto spettatore/attore grazie all'eliminazione del tradizionale dislivello tra palcoscenico e sala e all'installazione di alcuni artifici tecnici. Dalla sua apertura, vi si sono svolti più di 700 spettacoli. 
Il teatro ha anche lo statuto di Centre dramatique national ed è diretto da Marcel Maréchal, Gildas Bourdet e Jean-Louis Benoit. Dal 2011 è diretto da Macha Makeïeff e si propone di essere una fucina di teatro, d’arte ed immagine, di fantasia....
L'organico è costituito da circa 30 persone, ma si avvale anche di artisti indipendenti.
Nel 2021, nell'ambito del movimento per occupazione dei teatri avviato a marzo dal Théâtre de l'Odéon di Parigi per chiedere la riapertura dei luoghi culturali, chiusi dalla fine di ottobre 2020 per il  Covid-19, il teatro della Criée è occupato da studenti, artisti e tecnici ed è diventato luogo di lotta e convivenza. Dopo sette settimane di occupazione dell'atrio, gli occupanti hanno occupato la grande sala del teatro il 1º maggio.

## Direzione
- 1981-1994 : Marcel Maréchal
- 1995-2002 : Gildas Bourdet
- 2002-2011 : Jean-Louis Benoît
- Dal 2011 : Macha Makeïeff[7]